# William Brymner

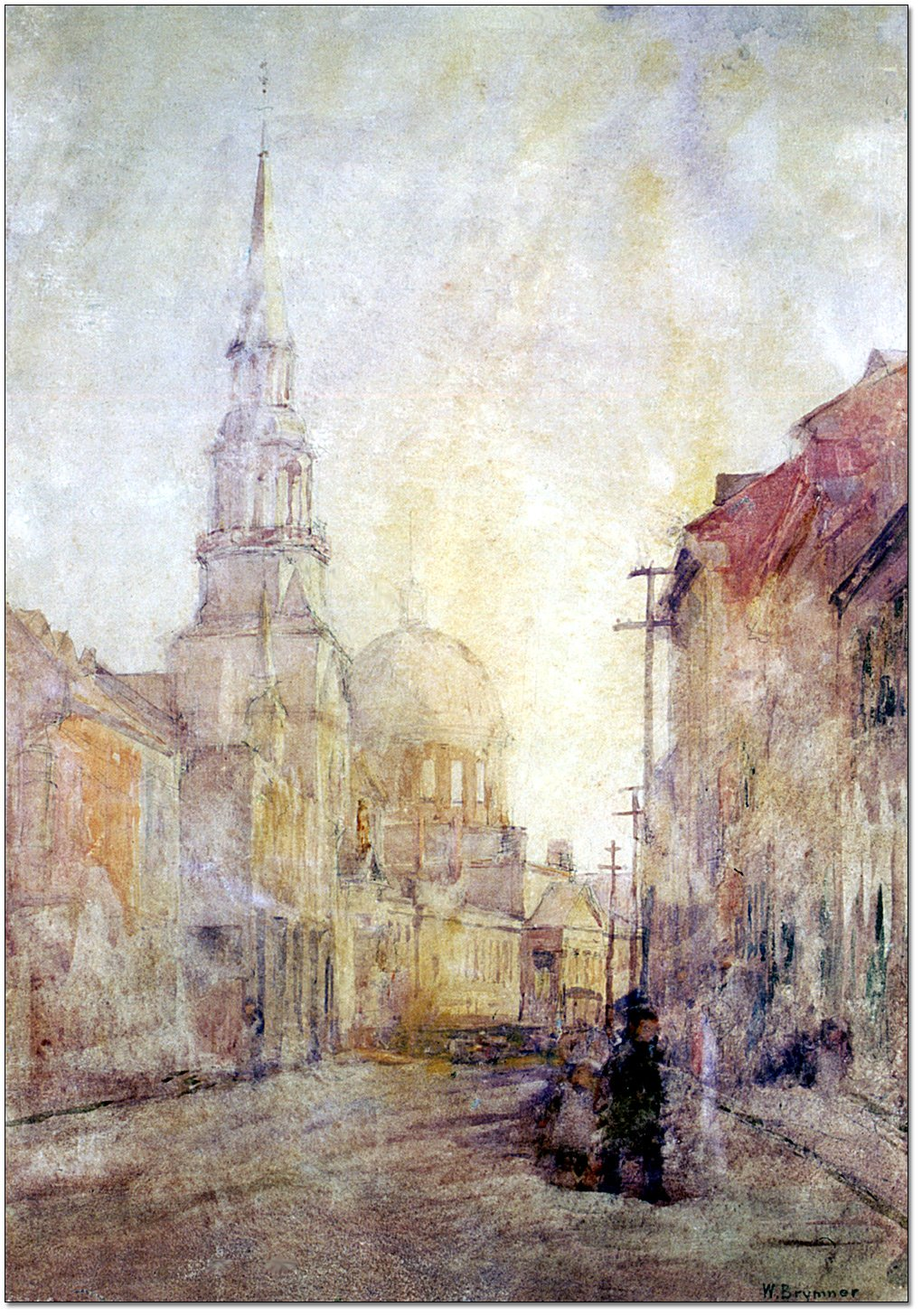
Bonsecours Church and Market, 1913.

William Brymner est un peintre canadien né le 14 décembre 1855 et mort le 18 juin 1925.

## Biographie
William Brymner naît à Greenock en Écosse. Sa famille émigre au Canada en 1857 et s'installe à Montréal en 1864. De 1864 à 1870, il étudie en français au petit séminaire de Sainte-Thérèse-de-Blainville. En 1878, William Brymner se rend à Paris, il s'inscrit à l'Académie Julian  où il a pour maîtres William-Adolphe Bouguereau et Tony Robert-Fleury.
Il épouse dans la ville de Montréa Mary Caroline Larkin et de leur union ne naquit aucun enfant.
À l’hiver 1880 il revient au Canada et  enseigne à l’École des beaux- arts d’Ottawa. Il repart  brièvement en France en 1881, puis en 1883. Il expose l’œuvre intitulée : À Brolles au Salon de la Société des Artistes français à Paris en 1885. Cette même année, il s'installe à Baie-Saint-Paul.
De retour à Montréal, il devient enseignant à l'Art Association of Montreal de 1886 à 1921. Ses cours formeront plusieurs artistes dont Clarence Gagnon, Alexander Y. Jackson,Edwin Holgate, Helen McNicoll, Anne Savage et Prudence Heward. Il s'occupe également de l'Art Gallery qui prendra de l'expansion et deviendra plus tard le Musée des beaux-arts de Montréal.
Brymner favorise également l'éclosion d'une peinture canadienne. Lui-même continue de peindre et se spécialise dans les scènes domestiques.
En 1883, il devient membre de l'Académie royale des arts du Canada dont il est vice-président en 1907 puis président en 1909. En 1916, il est élu Compagnon de l'Ordre de Saint-Michel et Saint-Georges,,.
Une crise d'apoplexie en 1917 met un terme à sa carrières d'artiste et il passe le reste de sa vie à voyager aux côtés de son épouse notamment en France et en Italie 
Il meurt en 1925 à Wallasey en Angleterre au cours d'une visite familiale.

## Œuvres
Parmi les œuvres de l'artiste, relevons:
- La Vieille Fileuse, île d'Orléans, 1883, Musée national des beaux-arts du Québec[9]
- Une gerbe de fleurs, 1884, Musée des beaux-arts du Canada[10]
- La Femme au métier, 1885, Musée national des beaux-arts du Québec[11]
- Hiver, 1891, Collection Bruck Lee, Cowansville[12]
- Au verger (printemps), 1892, Musée des beaux-arts du Canada[13]
- Lever de lune en septembre, 1894-1904, Musée des beaux-arts de Montréal[14]
- Paysage, 1895, aquarelle sur papier vélin, Musée des beaux-arts du Canada[15]
- Lever de lune en septembre, 1899, Musée des beaux-arts du Canada[16]
- Île aux Coudres, 1900, Musée des beaux-arts du Canada[17]
- La Vallée Saint-François, île d'Orléans, 1903, Musée national des beaux-arts du Québec[18]
- Saint-Eustache, Québec, 1905, aquarelle, Musée des beaux-arts de Montréal[19]
- Octobre, 1906, Club Mount-Royal, Montréal[20]
- Soir, 1907, Musée des beaux-arts du Canada[21]
- Près de Louisbourg, Cap Breton, Nouvelle-Écosse, vers 1909, Musée des beaux-arts du Canada[22]
- Jeune femme, 1910, Musée des beaux-arts du Canada[23]
- Paysage d'été, 1910, Musée des beaux-arts de Montréal[24]
- Brouillard sur la côte, 1914, Musée des beaux-arts du Canada[25]
- Octobre sur la rivière Beaudet, 1914, Musée national des beaux-arts du Québec[26]
- Jeune Fille au chapeau bleu (La Breloque), 1916, Musée national des beaux-arts du Québec[27]

## Musées et collections publiques
- Agnes Etherington Art Centre
- Art Gallery of Greater Victoria
- Art Gallery of Hamilton

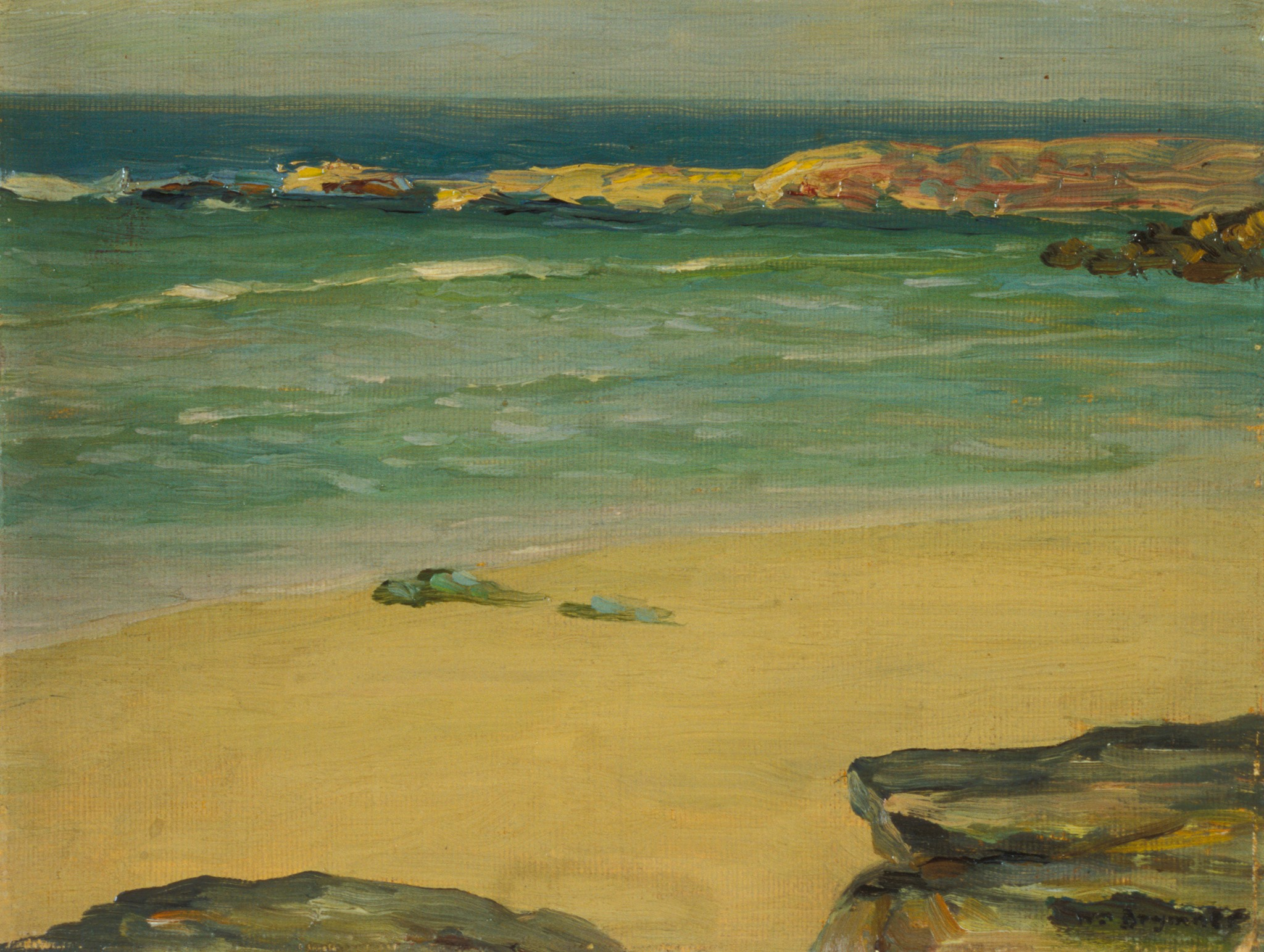
Près de Beauport - Fleuve Saint-Laurent 1900), Collection Firestone d'art canadien, Galerie d'art d'Ottawa.

- Musée des beaux-arts de la Nouvelle-Écosse
- Bibliothèque et Archives Canada
- Confederation Centre Art Gallery & Museum
- Musée Colby-Curtis
- Musée d'art de Joliette
- Musée des beaux-arts de l'Ontario
- Musée des beaux-arts de Montréal
- Musée des beaux-arts du Canada
- Musée McCord[28]
- Musée national des beaux-arts du Québec
- Tom Thomson Memorial Art Gallery
- Vancouver Art Gallery

## Galerie

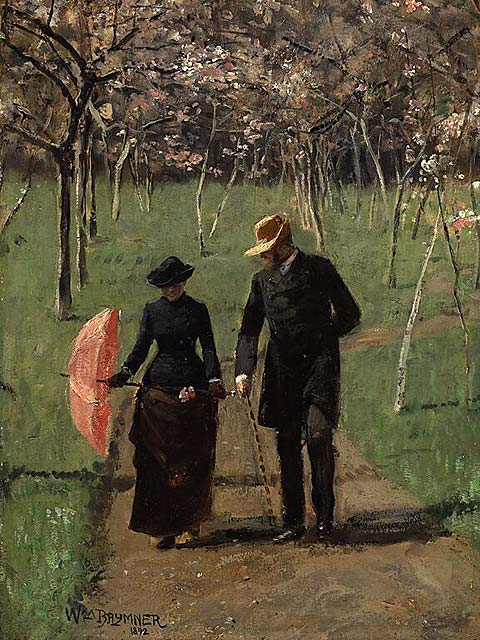
In the Orchard (Spring), 1892, Musée des beaux-arts du Canada
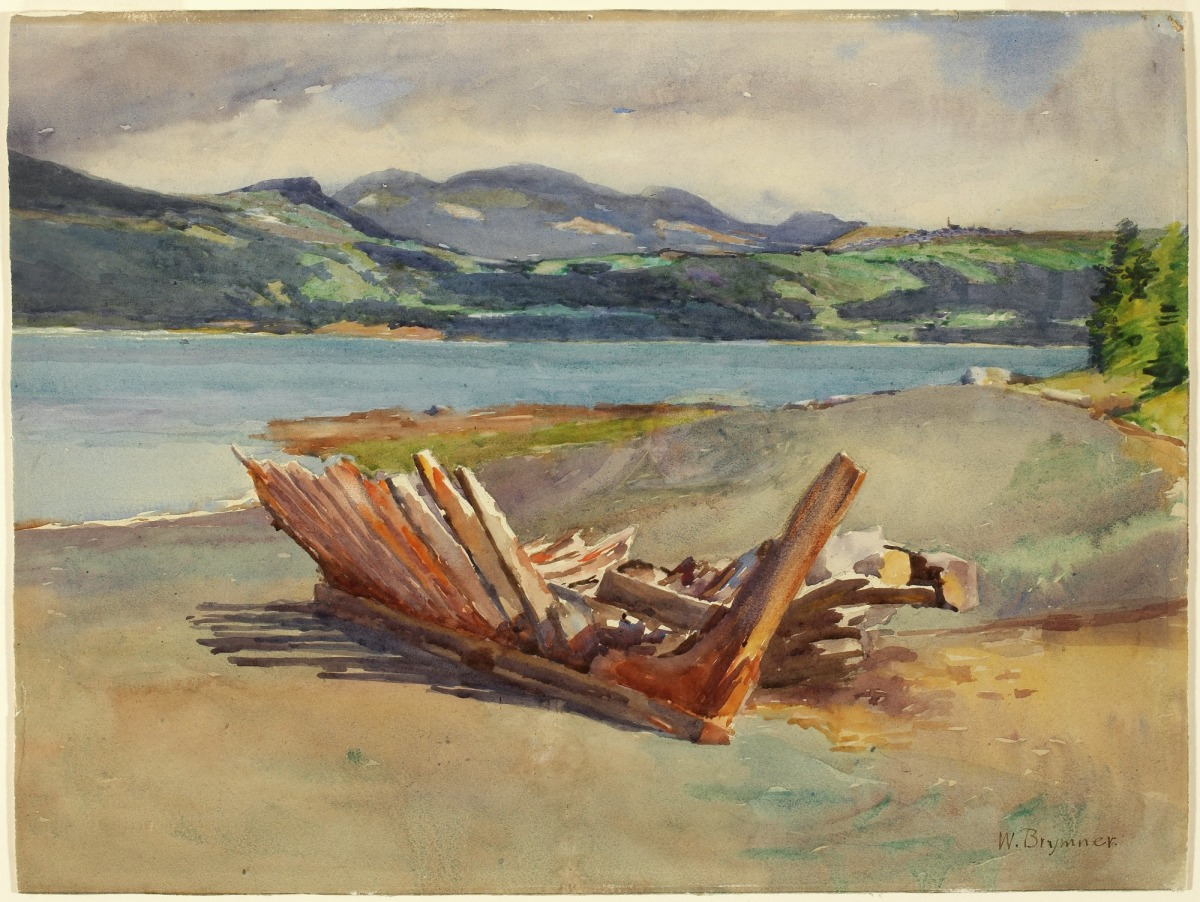
Île aux Coudres, 1900, Musée des beaux-arts du Canada
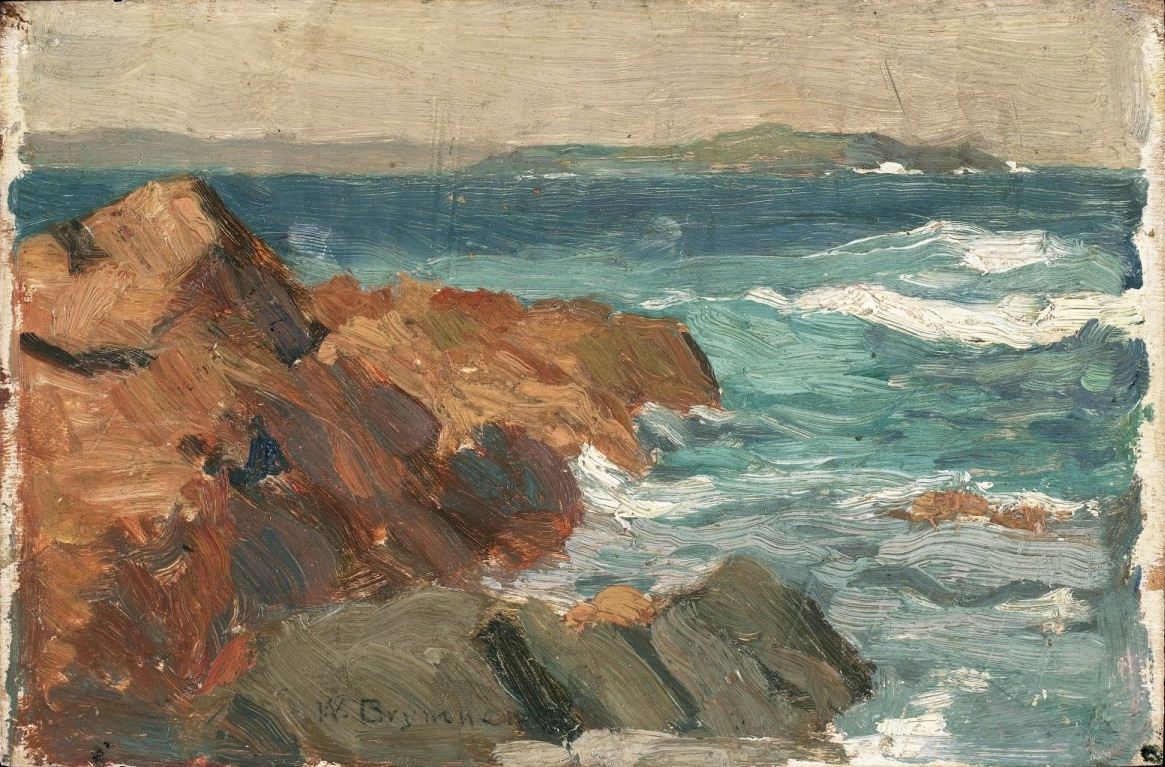
Near Louisbourg, 1904-1914, Musée des beaux-arts du Canada
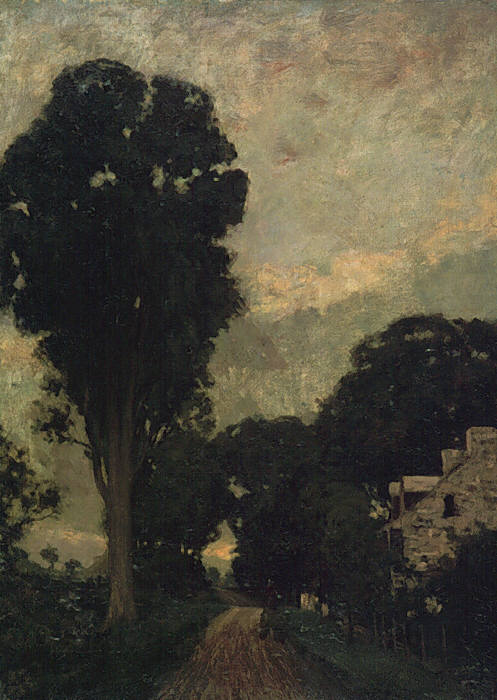
Evening, 1907, Musée des beaux-arts du Canada
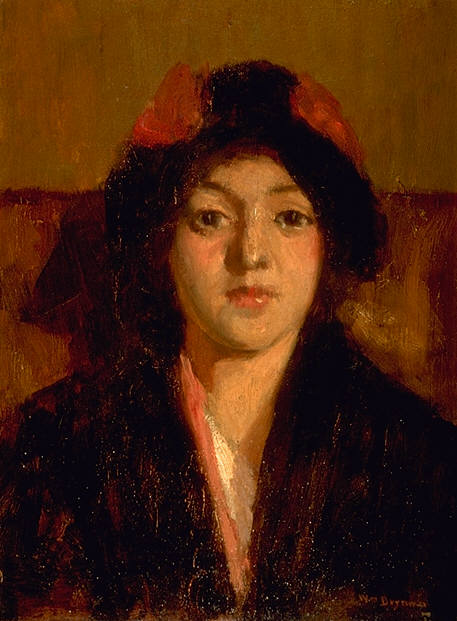
Young Lady, 1910, Musée des beaux-arts du Canada